# 全国健康福祉祭

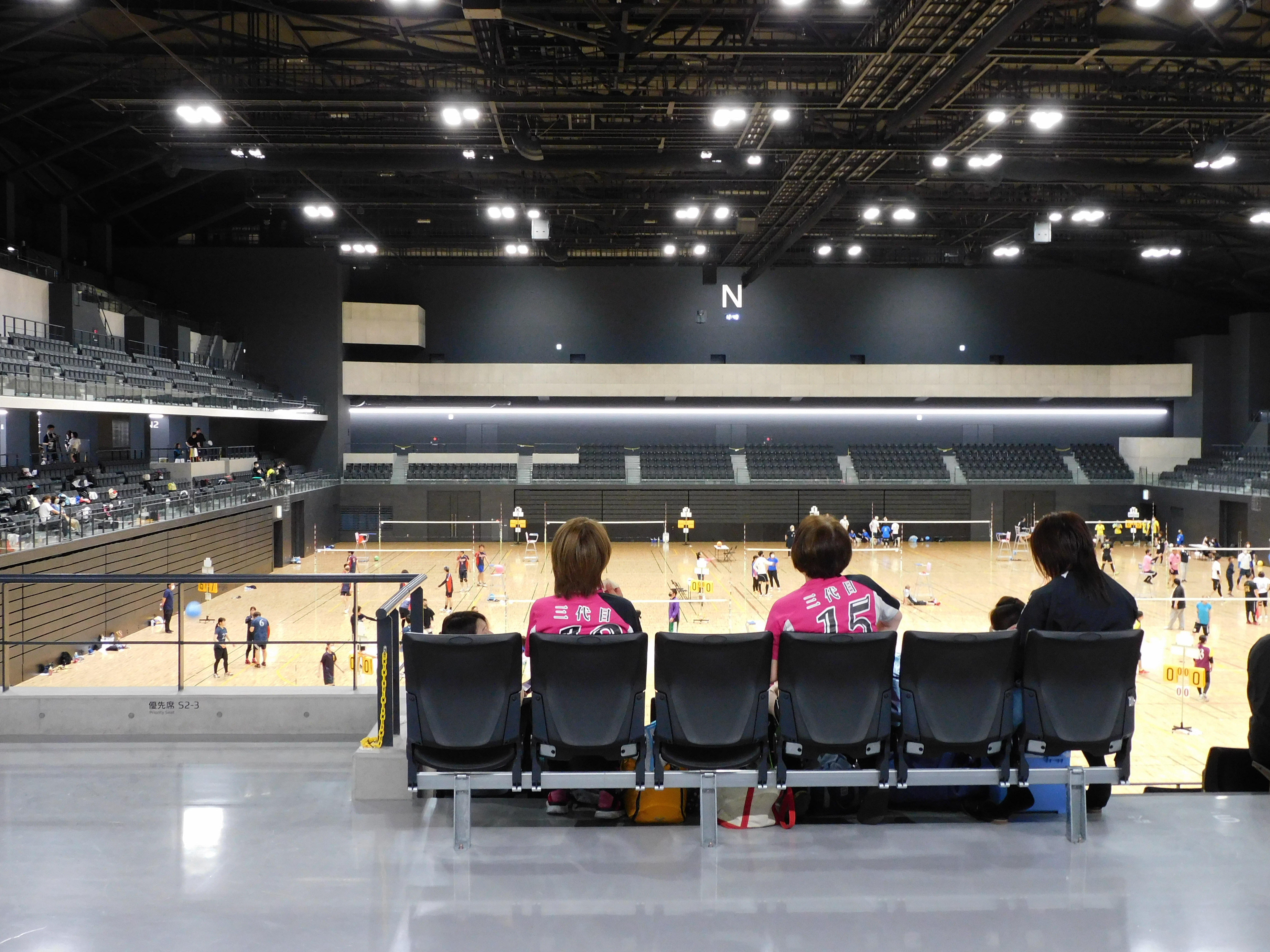
ねんりんピックとちぎ2021ソフトバレーボール交流大会

全国健康福祉祭（ぜんこくけんこうふくしさい）は、60歳以上を中心とするスポーツと文化の祭典である。愛称はねんりんピック。厚生労働省、開催都道府県および政令指定都市、長寿社会開発センター、スポーツ庁の共催で開催されている。

## 概要
1988年（昭和63年）に、厚生省50周年記念事業の一環として、兵庫県と神戸市が地元主催者となり、第1回ひょうご大会が開催された。以来、毎年各都道府県持ち回りで開催されている。しかし2020年は新型コロナウイルス感染症感染拡大で厚労省と岐阜県は1年延期すると発表した。後に2025年に再延期。後年開催地も1年スライドとなる後に岐阜開催は2025年の第37回大会に延期となった。
1991年岩手大会以降、大会テーマソングは白鳥英美子の「明日へとつづく道」。

## 開催される主な行事

### 総合開会式
総合開会式は国民スポーツ大会開会式会場で行うのが慣例であるが、第7回香川大会（香川県営野球場）、第12回福井大会（サンドーム福井）第13回大阪大会（大阪ドーム）第18回福岡大会（福岡ドーム）、第22回北海道・札幌大会（札幌ドーム）、第34回神奈川・横浜・川崎・相模原大会（横浜アリーナ）第36回とっとり大会（鳥取県民体育館、当初は隣接の陸上競技場で予定していたが荒天のため変更）といった屋内施設や野球場で開会式を行ったこともある。
彬子女王を迎え、ウェルカムアトラクション、選手団入場行進、炬火点火（第12・13・34回はモニュメント点灯式、第３６回は前述の通り炬火点火なし）、彬子女王のおことば、○○宣言（○○の中に開催地が入る）、メインアトラクションが行われる。以前は常陸宮夫妻が御臨場されていた。

### 交流大会
スポーツ・文化のふれあいを図るため、交流大会として行われる。

#### スポーツ交流大会
- 卓球　（ラージボールの項を参照の事）
- テニス
- ソフトテニス
- ソフトボール
- ゲートボール
- ペタンク
- ゴルフ
- マラソン
- 弓道
- 剣道

#### ふれあいスポーツ交流大会
- グラウンドゴルフ
- ウォークラリー
- なぎなた
- 太極拳
- ソフトバレーボール
- サッカー
- 水泳
- ダンススポーツ
- ローイング
- バウンドテニス

#### 文化交流大会
- 囲碁
- 将棋
- 俳句
- 健康マージャン

### 文化行事
- 美術展
- ファッションショー
- 地域文化伝承館
- 音楽文化祭
- シンポジウム
- 「長寿社会・私の主張」等コンクール
- 健康福祉機器展
- 健康フェア

### 総合閉会式
次回開催地への大会旗引継、アトラクションが行われ、4日間の大会に幕を閉じる。

## 開催地一覧
| 回 | 年     | 開催地                             |
| -- | ------ | ---------------------------------- |
| 1  | 1988年 | 兵庫県・神戸市                     |
| 2  | 1989年 | 大分県                             |
| 3  | 1990年 | 滋賀県                             |
| 4  | 1991年 | 岩手県                             |
| 5  | 1992年 | 山梨県                             |
| 6  | 1993年 | 京都府・京都市                     |
| 7  | 1994年 | 香川県                             |
| 8  | 1995年 | 島根県                             |
| 9  | 1996年 | 宮崎県                             |
| 10 | 1997年 | 山形県                             |
| 11 | 1998年 | 愛知県・名古屋市                   |
| 12 | 1999年 | 福井県                             |
| 13 | 2000年 | 大阪府・大阪市                     |
| 14 | 2001年 | 広島県・広島市                     |
| 15 | 2002年 | 福島県                             |
| 16 | 2003年 | 徳島県                             |
| 17 | 2004年 | 群馬県                             |
| 18 | 2005年 | 福岡県・福岡市・北九州市           |
| 19 | 2006年 | 静岡県・静岡市                     |
| 20 | 2007年 | 茨城県                             |
| 21 | 2008年 | 鹿児島県                           |
| 22 | 2009年 | 北海道・札幌市                     |
| 23 | 2010年 | 石川県                             |
| 24 | 2011年 | 熊本県                             |
| 25 | 2012年 | 宮城県・仙台市                     |
| 26 | 2013年 | 高知県                             |
| 27 | 2014年 | 栃木県                             |
| 28 | 2015年 | 山口県                             |
| 29 | 2016年 | 長崎県                             |
| 30 | 2017年 | 秋田県                             |
| 31 | 2018年 | 富山県                             |
| 32 | 2019年 | 和歌山県                           |
| 33 | 2021年 | （岐阜県）大会中止                 |
| 34 | 2022年 | 神奈川県・横浜市・川崎市・相模原市 |
| 35 | 2023年 | 愛媛県                             |
| 36 | 2024年 | 鳥取県                             |
| 37 | 2025年 | 岐阜県                             |
| 38 | 2026年 | 埼玉県・さいたま市                 |
| 39 | 2028年 | 東京都                             |

## その他
- 本イベントの協賛イベントとして、全国ゴールデンシニアバスケットボール大会が開催される。
- 高齢者層対象の全国健康福祉祭とは逆に、35歳以下の地域青年を対象とした全国青年大会というスポーツ・文化の祭典もある。
- 同様の目的で高齢者スポーツ大会が全国各地の自治体で行われている。